# Latakia
Latakia, Ladakia o Latàquia (àrab: اللاذقية, al-Lāḏiqiyya; grec antic: Λαοδικεία; llatí: Laodicea ad Mare) és una localitat costanera de Síria, al nord del Líban. La seva població s'estimava el 2001 en 554.000 habitants i el 2009 en 650.558 habitants. És la localitat natal dels presidents Hafez al-Assad i del seu fill Baixar al-Àssad. És coneguda per donar nom a un tipus de tabac per a fumar en pipa. És el principal port de Síria i capital de la governació de Latakia. Hi viuen musulmans sunnites i alauites, i cristians ortodoxos.

## Demografia
| Any  | Població |
| ---- | -------- |
| 1905 | 25.000   |
| 1932 | 24.000   |
| 1943 | 36.000   |
| 1957 | 56.000   |
| 1970 | 126.000  |
| 1987 | 241.000  |
| 1994 | 303.000  |
| 2009 | 650.558  |

## Clima
| Paràmetres climàtics mitjans de Latakia | Paràmetres climàtics mitjans de Latakia | Paràmetres climàtics mitjans de Latakia | Paràmetres climàtics mitjans de Latakia | Paràmetres climàtics mitjans de Latakia | Paràmetres climàtics mitjans de Latakia | Paràmetres climàtics mitjans de Latakia | Paràmetres climàtics mitjans de Latakia | Paràmetres climàtics mitjans de Latakia | Paràmetres climàtics mitjans de Latakia | Paràmetres climàtics mitjans de Latakia | Paràmetres climàtics mitjans de Latakia | Paràmetres climàtics mitjans de Latakia | Paràmetres climàtics mitjans de Latakia |
| Mes                                     | Gen.                                    | Feb.                                    | Mar.                                    | Abr.                                    | Mai.                                    | Jun.                                    | Jul.                                    | Ago.                                    | Set.                                    | Oct.                                    | Nov.                                    | Des.                                    | Anual                                   |
| --------------------------------------- | --------------------------------------- | --------------------------------------- | --------------------------------------- | --------------------------------------- | --------------------------------------- | --------------------------------------- | --------------------------------------- | --------------------------------------- | --------------------------------------- | --------------------------------------- | --------------------------------------- | --------------------------------------- | --------------------------------------- |
| Temperatura diària màxima °C (°F)       | 15,6 (60,1)                             | 16,3 (61,3)                             | 18,4 (65,1)                             | 21,5 (70,7)                             | 24,2 (75,6)                             | 26,8 (80,2)                             | 28,9 (84)                               | 29,7 (85,5)                             | 29 (84,2)                               | 26,8 (80,2)                             | 22,1 (71,8)                             | 17,3 (63,1)                             | 23 (73,4)                               |
| Temperatura diària mínima °C (°F)       | 8,4 (47,1)                              | 9 (48,2)                                | 10,9 (51,6)                             | 14 (57,2)                               | 17,1 (62,8)                             | 20,9 (69,6)                             | 24 (75,2)                               | 24,5 (76,1)                             | 22,1 (71,8)                             | 18,4 (65,1)                             | 13,7 (56,7)                             | 10 (50)                                 | 16 (60,8)                               |
| Precipitació total mm (polzades)        | 162,6 (6,4)                             | 99,8 (3,9)                              | 90,6 (3,6)                              | 74,2 (2,9)                              | 56 (2,2)                                | 50,5 (2)                                | 41,9 (1,6)                              | 4,5 (0,2)                               | 47,8 (1,9)                              | 77,1 (3)                                | 95,2 (3,7)                              | 160,7 (6,3)                             | 960,7 (37,8)                            |
| Font: World Weather Information         |                                         |                                         |                                         |                                         |                                         |                                         |                                         |                                         |                                         |                                         |                                         |                                         |                                         |

## Història
Està situada al cap de Ziyarah (Ras Ziyarah), un lloc de nombroses ocupacions. El primer que se sap és que hi havia la ciutat fenícia de Ramitha, la Leuke Akte ('Costa Blanca') dels grecs. Ramitha ja existia al segon mil·lenni i fou part del Regne d'Ugarit uns quilòmetres al nord. Com un port natural va augmentar la seva importància. Fou després part de l'Imperi assiri fins que va caure en mans dels perses al segle VI aC, i formà part de la V satrapia d'Abar-Nahara ('Darrere el riu').
Alexandre el Gran la va ocupar el 333 aC després de la Batalla d'Issos. A la seva mort, el 323 aC i després d'uns anys de lluites entre els seus generals, es va establir l'Imperi Selèucida (301 aC) amb Seleuc I Nicàtor. Aquest va fundar al lloc la ciutat de Laodicea, de la qual deriva el nom modern; fou una de les cinc ciutats que van portar el nom de la seva mare Laodice de Macedònia. Fou capital de satrapia i port principal de la ciutat d'Apamea; fou el segon port en importància per darrere només de Selèucia Piera i va formar una tetràpolis amb Antioquia de l'Orontes, Selèucia Pieria i Apamea, coneguda com a Tetràpolis síria. Estrabó en va fer una descripció.

### Domini romà
El 64 aC, Pompeu el Gran va posar fi a l'Imperi selèucida i va establir la nova província de Síria. En la guerra civil entre August i Marc Antoni, aquest darrer va tenir el suport de la ciutat a canvi de la condonació d'algunes taxes i la promesa d'autonomia. Derrotat Marc Antoni, el nom de la ciutat va esdevenir Laodicea-ad-Mare ('Laodicea de la Mar') i va tornar a florir, superada només per Antioquia. Al segle i, el rei Herodes el Gran va construir a la ciutat un aqüeducte del qual encara se'n conserven restes. Una de les quatre legions romanes a Síria, la Legio VI Ferrata, va tenir la base a Laodicea. Un nombre considerable de jueus vivia a la ciutat al segle i.
El 193, Latakia fou saquejada pel governador de Síria, Pescenni Níger, en la seva revolta contra el nou emperador Septimi Sever. El 194, Septimi Sever va reorganitzar Síria en cinc noves províncies, una de les quals fou Síria Cele, formada pel nord del país amb capital per un temps a Laodicea, abans d'establir-se a Antioquia (Septimi considerava Laodicea menys hostil que Antioquia, que havia donat suport a Níger, i va castigar aquesta fent-li perdre el rang de capital). Antioquia, però, va recuperar aviat el rang i Laodicea fou dependència d'aquesta en els segles iii i iv. El 272, fou ocupada per Zenòbia de Palmira en l'intent (fracassat) de conquerir Antioquia. Després d'una revolta a Antioquia, el 378 la ciutat de Laodicea va recuperar el favor imperial i fou una ciutat pròspera sota els romans d'Orient. L'heretge Apol·linar de Laodicea fou bisbe de la ciutat al segle iv. El 494, una sèrie de terratrèmols la van afectar. El 528, Justinià I va crear la nova província de Teodories (Theodorias), amb la zona de la costa a l'entorn de Laodicea, que fou restaurada i fortificada contra el perill persa. El 555, un altre terratrèmol la va devastar.

### Període musulmà
Laodicea va caure en mans dels musulmans el 638, davant el general Abu Ubayda ibn al-Djarrah, que va fingir una retirada cap a Homs per després tornar a la nit i sorprendre la ciutat. Els cristians que es van quedar a Laodicea van poder conservar la seva fe pagant tribut, i mantenir una església. Els àrabs la van anomenar al-Ladhiqiyah o Latakia i Umar ibn al-Khattab, el califa governant, en va donar l'administració al jund d'Homs. Els romans d'Orient la van atacar el 705 i altre cop el 719, aquesta vegada per mar; la van cremar i es van emportar els habitants com a captius. Umar II ibn Abd al-Aziz va posar la ciutat altre cop en estat de defensa. Yazid II ibn Abd al-Malik va restaurar la ciutat i va millorar les obres de defensa. Posteriorment, no va tenir cap paper rellevant durant més de dos segles.
El 968, el romà d'Orient Nicèfor Focas es va presentar a Síria amb un exèrcit i el 970 ocupava Latakia als hamdànides. El 980, foren els fatimites els que ocuparen la població al seu governador romà d'Orient, Karmaruk, que fou capturat en una sortida i va ser portat al Caire, on fou decapitat.
El 1032, el cap dels alauites d'Alep, Surur ibn al-Qàssim at-Tabaraní, va establir-se a Latakia. La dinastia local dels Banu Tanuh va adoptar les doctrines nussayrites i At-Tabaraní va convertir els camperols de la muntanya, que potser encara no eren musulmans. Al segle xi, pertanyia als Banu Múnqidh de Xaizar, que la van cedir al soldanat seljúcida (Malik Shah I) el 1086. En aquest temps, ja els principals edificis públics de la ciutat estaven en ruïnes.

### Croats, aiubites i mamelucs
La primera croada va arribar a Síria el 1097. El 19 d'agost de 1097, uns 28 vaixells procedents de Xipre manats per Guynemer de Boulogne van desembarcar forces i es van fer amb el port, que fou saquejat però no ocupat; els croats van marxar després del saqueig. Fou capturada efectivament als musulmans durant la Primera Croada, el 19 de març de 1098, per una flota anglesa al servei de l'emperador Aleix I Comnè, que la va convertir en la base de la seva flota, mentre l'exèrcit musulmà de Kerbogha es dirigia a aixecar el setge d'Antioquia.
El 1098, Ramon de Sant Geli, que anava cap a Jerusalem, va deixar guarnició a la ciutat, i més tard va tornar per instal·lar-s'hi després dels èxits dels croats. A la primavera del 1100, Ramon va anar a la croada a Anatòlia i, en la seva absència, l'administració va restar en mans d'oficials romans d'Orient. Estava en mans dels romans d'Orient quan Ramon va tornar el 1101 i hi va haver de renunciar. Tancred de Galilea, regent en nom del seu oncle Bohemon I d'Antioquia (que havia estat fet presoner per l'emir Danishmend), la va assetjar llavors i després de 18 mesos se'n va apoderar (1103) amb l'ajut d'una flota de 40 naus genoveses, i llavors va passar a pertànyer al principat d'Antioquia. Els croats la van anomenar La Liche. El 1104, l'almirall romà d'Orient Cantacuzè va fer capitular els francs. Bohemon la va prometre a Aleix I Comnè pel tractat de Devol (1108) i Tancred la va conquerir per segona vegada, ara amb ajut d'una flota pisana (1108). Tant els genovesos com els pisans, pels seus serveis, van gaudir d'enclavaments comercials a la ciutat.
El 1126, les ciutats de Latakia i Jableh formaren part del dot de la princesa Alícia d'Antioquia, filla de Balduí II de Jerusalem, que va intentar sense èxit assolir la regència del principat. El 1134, Alícia va donar una casa als cavallers hospitalaris, que la van convertir en la seva principal comanda de la regió. L'abril de 1136, l'emir Sawar, que governava a Alep en nom de Zengi, va atacar Latakia i la va devastar. El 1157 i 1170, hi va haver terratrèmols i el 1164 va patir un atac del zengita Nur al-Din Mahmud.
El 22 de juliol de 1188, Saladí es va presentar davant les muralles de Latakia; els croats van capitular als dos dies després de combats acarnissats. Saladí va nomenar governador l'emir Sunkur al-Khilati i hi va instal·lar una forta guarnició. Guiu de Lusignan, rei de Jerusalem capturat en la batalla d'Hattin, hauria estat presoner a Latakia esperant el rescat. L'agost del 1190, Saladí va haver de desmantellar les fortaleses de la costa siriana a l'arribada de la tercera croada dirigida per Frederic Barba-roja, però tot i així, l'octubre de 1191 Bohemon II d'Antioquia la va atacar i fou rebutjat per la guarnició. El 1197, va repetir l'atac i aquesta vegada la va poder ocupar, però la va abandonar al cap de poc, ja que el port havia estat inutilitzat per ordre d'al-Malik al-Zahir, emir aiubita d'Alep (fill de Saladí). Aquest la va recuperar llavors sense oposició i la va restaurar.
El 1204/1205, fou atacada pels francs del comtat de Trípoli i els cavallers hospitalaris sense èxit. El 1207, la comunitat veneciana a la ciutat va rebre una concessió comercial del governador musulmà; l'acord no va durar, i el desembre de 1223 un exèrcit des de la ciutat d'Alep, davant un possible atac de la cinquena croada, va destruir les defenses i va desmantellar la ciutadella. El 1261, després de la derrota musulmana davant els mongols d'Hülagü, Bohemon VI d'Antioquia va ocupar la ciutat amb suport dels hospitalaris, als quals va cedir la meitat de la població i territori a l'entorn. Els genovesos hi van tornar a costa dels venecians. El 4 de juliol de 1275, Hug de Lusignan (Hug III d'Antioquia), príncep d'Antioquia i el soldà Bàybars I van signar un tractat sobre la ciutat, pel qual els musulmans hi renunciaven a canvi d'un tribut. Enclavada en territori musulmà, va perdre importància perquè el comerç s'havia desplaçat a Trípoli, Alexandria i Payas. S'havia convertit en la darrera fortalesa del principat d'Antioquia quan, el 22 de març de 1287, les seves defenses van ser malmeses pels efectes d'un terratrèmol, i Qalàwun va aprofitar l'oportunitat per a conquerir-la, ja que no estava coberta per les treves amb els llatins. El sultà va ordenar a l'emir Turantay atacar la vila, i l'emir la va conquerir el 20 d'abril de 1287. Fou erigida, llavors, en niyaba de la província de Tarabulus.
El 1355 fou visitada per Ibn Battuta, que es va sorprendre per la seva nombrosa població i extensió i pel seu port magnífic. El 1366 fou atacada per Pere de Lusignan, que la va destruir. El 1436, Barsbay va expulsar-ne els comerciants venecians. A la meitat del segle estava quasi en ruïnes. Fins al 1516 va dependre del virregnat d'Hamat.

### Domini otomà

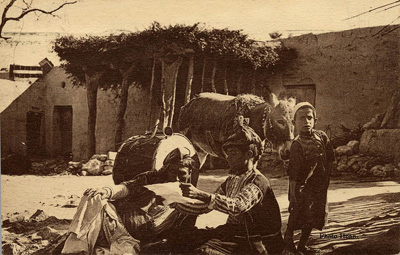
Grup de músics alauites de Latakia, vers 1925

El 1516 va caure en mans dels otomans. Va restar en decadència i al segle xvi era un simple llogaret. Al començament del segle xviii, estava governada per Yasin Bey, sandjakbeg de Trípoli del Líban, però una revolta local va provocar la caiguda del governador. Vers 1733-1743, el governador de Damasc hi va construir una mesquita (Masjid al-Jadid). El 1810 i 1823, dos terratrèmols van tornar a provocar seriosos danys a la ciutat i en tota la costa. Tot i la seva poca importància, el port continuava rebent uns deu vaixells per any i encara era valuosa econòmicament. Al final del segle xix, rebia uns 120 vaixells de càrrega i uns 570 bots petits cada any. El 1888 es va crear la wilaya de Beirut, i Latakia va esdevenir la seva ciutat més al nord. Fou sota domini otomà quan la ciutat va esdevenir principalment alauita. Al final de l'imperi, els alauites gaudien d'una certa autonomia. La ciutat tenia uns 7.000 habitants.

### Mandat francès

Bandera de l'estat dels alauites

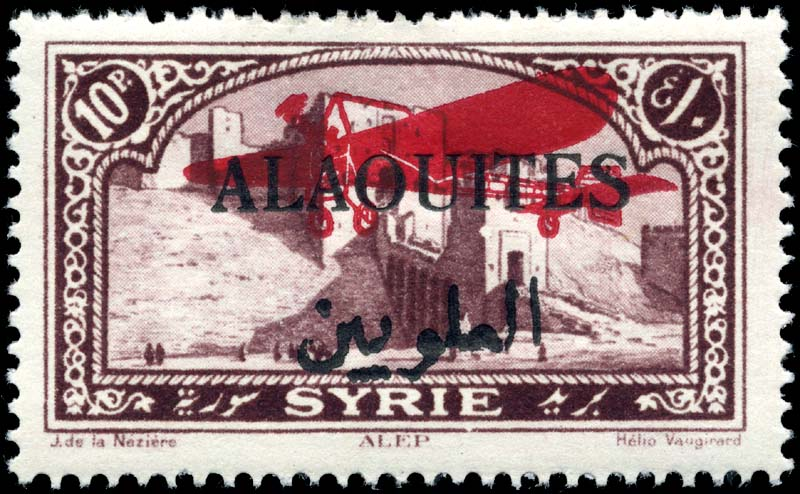
Segell de l'estat dels alauites de 1926

A la caiguda de l'Imperi Otomà, Síria va correspondre als francesos, que van haver de disputar-la amb un pretendent haixemita (Faisal). El 31 d'agost de 1920, es va establir el mandat i Latakia va esdevenir capital del territori autònom dels alauites, amb un govern sota l'autoritat del mandat francès; l'estat dels alauites fou creat el 1922, amb Latakia i Tartus, i fou integrat a la federació d'estats de Síria. Els francesos van restaurar-ne el port. El desembre de 1924, l'estat alauita fou separat de l'administració conjunta amb efectes el 1925. El 1930, es va promulgar una llei fonamental del territori. El 1931, la població de la ciutat era de 20.000 habitants i es va planejar un nou port d'aigua fonda. El 1936, el territori fou incorporat a Síria, però amb una administració especial autònoma i, el mateix any, els francesos foren autoritzats a estacionar tropes a Latakia durant cinc anys. Quan Antioquia (Antioquia) i Alexandreta (província de Hatay) foren lliurades a Turquia el 1939, Latakia va esdevenir el port principal de Síria, i no tingué altra alternativa que el seu desenvolupament. El 1939, el territori dels alauites fou separat altre cop de Síria, però hi fou reintegrat el juny de 1944 seguint la proclamació de la "Unitat de Síria", confirmada el 1947 amb la proclamació de la independència.

### Era moderna

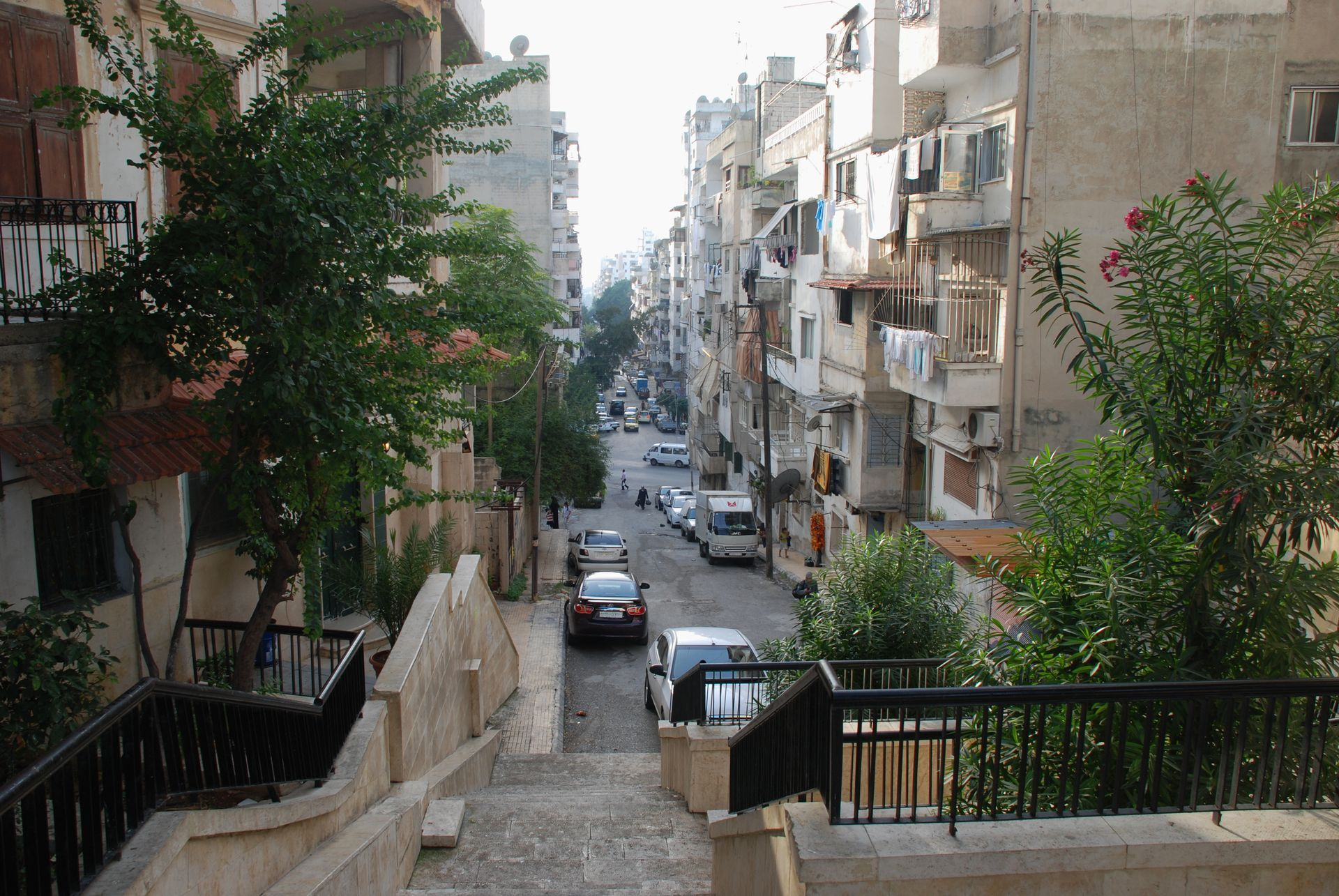
Centre de la ciutat

El 1950, es va començar el nou port i en la seva primera fase es va acabar el 1951. L'agost de 1957, Gamal Abdel Nasser va enviar 4.000 soldats a Latakia a causa del fet que els turcs havien concentrat tropes a la frontera i acusaven Síria d'allotjar el Partit Comunista de Turquia. Una autopista es va crear entre Latakia i l'Eufrates el 1968 i també es va fer una línia fèrria entre Latakia i Homs. El 1973, durant la Guerra del Yom Kippur, es va lliurar una batalla naval davant el port amb els israelians. El port va guanyar importància el 1975 amb la conflictiva situació al Liban i la manca d'operativitat dels ports de Trípoli del Líban i de Beirut. El port de Latakia movia 1.630.000 tones el 1971 i el 1981 va passar a 3.593.000 tones d'importacions i 759.000 d'exportacions.
Les restes arqueològiques encara són importants, tot i que els edificis antics han estat destruïts per successius terratrèmols al llarg de la seva història. Es conserva un arc triomfal i unes columnes corínties conegudes com a columnata de Baccos, entre d'altres.